# 東勢 (桃園市新屋區)
東勢，是臺灣桃園市新屋區的一個傳統地域名稱，位於該區中部。相較於今日行政區，其範圍大致與東明里相近。

## 歷史
台灣清治末期至日治初期，東勢地區為一街庄，稱為「東勢庄」，隸屬於竹北二堡。該庄西與下田心仔庄為鄰，北及東北與新屋庄為鄰，東側凸出部分的東邊與九斗庄為鄰，南邊東段與埔頂庄為鄰，南邊西段隔社子溪與社仔庄為界。
1901年（日治明治三十四年）11月，全台廢縣廳改設二十廳，該庄隸屬於桃仔園廳。1903年（明治三十六年），改名桃園廳。1909年（明治四十二年）10月，合併二十廳為十二廳，該庄隸屬不變。1920年（大正九年），廢十二廳改設五州二廳，該庄改制為「東勢」大字，隸屬於新竹州中壢郡新屋庄，大字下有「東勢」、「上庄子」、「甲頭屋」小字名。
戰後新屋庄改制為新屋鄉，隸屬於新竹縣，大字亦改制為村。1950年桃、竹、苗分治，新屋鄉改隸屬於桃園縣。2014年12月，桃園縣升格為直轄桃園市，新屋鄉改制為新屋區，村亦改制為里。

## 聚落
本地區發展較早的聚落有東勢、上庄仔、甲頭屋等，在日治期初期的官方地圖上已有記載。此外，本地區尚有廖厝、吳厝、姜厝、赤牛欄等聚落。

## 交通
市道114號（中山西路二段）是新屋永安漁港至板橋光復橋的道路，大致以西北西—東南東走向經過東勢地區北部。由此道路向西北西可前往下田心子、崁頭厝的永安漁港，向東南東可前往新屋市區、中壢、鶯歌、板橋等地。
區道桃93線（東興路一段）是大欄海邊至甲頭屋的道路，其東南側端點位於本地區西北部甲頭屋聚落的市道114號路口。由此向北北西出境，其後轉西北可前往員笨、石牌嶺、大牛欄並止於海邊的下北湖聚落。
區道桃104線是蚵間海邊至甲頭屋的道路，其東北側端點位於甲頭屋的市道114號路口。由此向西南西轉西南出境後，再轉西南西可前往社子、大坡、後庄、蚵間、羊寮並止於桃園市、新竹縣交界處的洋寮港橋。
區道桃109線（中興路）是新屋至六股的道路，也是舊跨縣鄉道桃竹109線（新屋至新湖口）改編後的桃園市境內路段，大致以東北—西南走向經過本地區東部。由此道路向東北可前往新屋市區並止於市道114號路口，向西南可前往銀店、大竹圍、番婆坟、富岡、伯公岡西部六股聚落西北側並止於縣市界，續行可接新竹縣鄉道竹109線前往新湖口。　

## 學校
- 東明國小